# Christian Manfredini
Christian José Manfredini (* 1. Mai 1975 in Port Bouët als Christian José Sisostri) ist ein ivorisch-italienischer ehemaliger Fußballspieler. In der Elfenbeinküste geboren, wurde er im Alter von fünf Jahren von italienischen Eltern adoptiert. Seitdem trägt er den Nachnamen „Manfredini“ und ist italienischer Staatsbürger.

## Vereinskarriere
Manfredini stammt aus der Jugend von Juventus Turin. 1994 wechselte er in die Serie C zur AC Pistoiese. Nach einer Spielzeit ging er für ein Jahr nach Viterbo zur AS Viterbese Calcio und darauf zu Avezzano Calcio, wo er bis 1997 blieb.
Auch bei seinen folgenden Stationen hielt es den Linksfuß nicht länger. Im Sommer 1997 wechselte Manfredini zur US Fermana. Über den CFC Genua (1999–2000) ging er vor der Saison 2000/01 zu Chievo Verona. In seiner ersten Saison bei Chievo gelang ihm mit dem Team der Aufstieg in die Serie A.
Nach einer starken Erstliga-Saison wurde Manfredini 2002 von Lazio Rom unter Vertrag genommen. Hier spielte er in der Hinrunde lediglich dreimal, bevor er in der Rückrunde an den CA Osasuna ausgeliehen wurde.
Die Hinrunde der Saison 2003/04 verbrachte Manfredini leihweise bei der AC Florenz, in der Rückrunde spielte er – ebenfalls auf Leihbasis – bei Perugia Calcio. Zur Spielzeit 2004/05 kehrte der Mittelfeldspieler zu Lazio zurück.

## Nationalmannschaft
Manfredini wartete lange vergeblich auf eine Einladung zur italienischen Nationalmannschaft. Nach einer guten Saison 2005/06 bei Lazio Rom wurde er am 1. März 2006 für ein Freundschaftsspiel gegen Spanien erstmals in den Kader der „Elefanten“ berufen. Bislang bestritt er zwei Länderspiele, bei denen er ein Tor erzielen konnte.

## Erfolge
- Italienischer Pokalsieger: 2008/09